# Michal Krčmář
Michal Krčmář (* 23. Januar 1991 in Vrchlabí, Tschechoslowakei) ist ein tschechischer Biathlet. Sein bislang größter Erfolg ist der Gewinn der Silbermedaille im Sprint bei den Olympischen Winterspielen 2018.

## Karriere
Michal Krčmář startete zu Beginn seiner Karriere für Spartak OEZ Letohrad, später für SKP Kornspitz Jablonec. 2009 startete er in Canmore erstmals bei Biathlon-Juniorenweltmeisterschaften und wurde 13. des Einzels, 38. des Sprints, 34. der Verfolgung und mit Lukáš Kristejn, Vlastimil Vávra und Ondřej Exler Elfter im Staffelrennen. Ein Jahr später wurde er in Torsby 20. des Einzels, 29. des Sprints, 23. der Verfolgung und Siebter mit der Staffel. In Otepää nahm er zudem bei den Juniorenrennen der Europameisterschaften 2010 teil, wo er 30. des Einzels, 25. des Sprints, 31. der Verfolgung und Neunter mit der Mixed-Staffel wurde. Im weiteren Jahresverlauf startete er bei den Juniorenrennen des IBU-Sommercups 2010 in Nové Město, wurde Dritter im Sprint und musste sich in der Verfolgung einzig Tomáš Hasilla geschlagen geben. 2011 wurde Krčmář bei der Heim-Junioren-WM in Nové Město na Moravě 23. des Einzels, 20. des Sprints, 45. der Verfolgung und Achter mit der tschechischen Staffel. Bei den Juniorenrennen der Europameisterschaften 2011 in Ridnaun war er sehr erfolgreich und gewann in Sprint und Verfolgung die Bronzemedaillen. Zudem wurde der Tscheche Sechster des Einzels und Achter mit der Mixed-Staffel. Bei den Juniorenrennen der Weltmeisterschaften 2011 in Nové Město wurde er Siebter des Einzels, Achter des Sprints und mit Eva Puskarčíková, Kristýna Černá und Vlastimil Vávra Fünfter mit der Mixed-Staffel. Weniger gut wurden die Resultate bei den Europameisterschaften 2012 Osrblie. Krčmář belegte die Plätze 26 im Einzel, 16 im Sprint, elf in der Verfolgung und sechs mit der Mixed-Staffel. Bei den Juniorenweltmeisterschaften 2012 in Kontiolahti gewann er an der Seite von Vlastimil Vávra, Matěj Krupčík und Michal Żak hinter der Vertretung Norwegens und vor Russland die Silbermedaille. Zudem wurde er 51. des Einzels sowie 17. in Sprint und Verfolgung. 
Sein Debüt bei Männerrennen gab Krčmář 2009 bei einem Sprint im Rahmen der IBU-Cup-Wettkämpfe in Nové Město, bei dem er 52. wurde, und gegen Ende der Saison 2011/12 sein Weltcup-Debüt in Kontiolahti, wo er 73. des Sprints wurde. In Oberhof erreichte er 2013 an der Seite von Michal Šlesingr, Ondřej Moravec und Tomáš Krupčík als Schlussläufer mit der tschechischen Staffel erstmals eine Top-Ten-Platzierung im Weltcup. In Annecy gewann er als 24. eines Sprints erstmals Weltcuppunkte. In der Saison 2016/17, die er als 17. in der Gesamtwertung beendete, gelang ihm beim Verfolger in Ruhpolding als Dritter sein erster Podestplatz im Weltcup, ebenfalls einen Top-Ten-Platz erreichte er am gleichen Weltcuport als Fünfter im Einzel in der Folgesaison 2017/18.
Obwohl Krčmář bereits mehrere Top-Ten-Platzierungen im Weltcup einfahren hatte können, kam der Gewinn der Silbermedaille beim Sprint der Olympischen Winterspiele 2018 hinter Arnd Peiffer etwas überraschend. Bei schwierigen Bedingungen war er einer von vier Athleten mit fehlerfreiem Schießen und konnte somit seinen bis zu diesem Zeitpunkt größten Erfolg feiern.
Die Saison 2018/19 verlief im Weltcup ähnlich wie in den vorherigen Jahren, Krčmář erreichte regelmäßig Ergebnisse unter den besten 30 und fuhr dabei auch zweimal eine Top-Ten-Platzierung ein. Er beendete der Winter als 21. des Gesamtweltcups. Mit der Herrenstaffel verpasste der Tscheche bei den Biathlon-Weltmeisterschaften 2019 außerdem als Vierter eine Medaille nur knapp.
Auch in der Folgesaison 2019/20 konnte Krčmář konstante Leistungen zeigen und belegte am Ende der Saison wie im Vorjahr Platz 21 der Weltcup-Gesamtwertung. Zweimal lief der Tscheche in die Top Ten, bei seinem Heimweltcup in Nové Město na Moravě wurde er Vierter im Sprint und verpasste somit seinen zweiten Weltcup-Podestplatz nur knapp. Der größte Erfolg in dieser Saison war für Krčmář jedoch der Gewinn der Bronzemedaille mit der Mixed-Staffel bei den Biathlon-Weltmeisterschaften 2020.
In der Saison 2020/21 konnte der Tscheche in allen Rennen, in denen er antrat, Weltcup-Punkte erreichen. Aufgrund einer Infektion mit dem Virus SARS-CoV-2 im Januar 2021 konnte er aber an insgesamt sechs Wettkämpfen nicht teilnehmen. Die ersten beiden Rennen nach der Krankheit bestritt Krčmář bei den Biathlon-Europameisterschaften 2021, bei denen er sich nach einem achten Platz im Sprint in der Verfolgung die Silbermedaille sichern konnte und sich lediglich dem Ukrainer Artem Pryma auf der Schlussrunde geschlagen geben musste.

## Statistik

### Weltcupplatzierungen
Die Tabelle zeigt alle Platzierungen (je nach Austragungsjahr einschließlich Olympische Spiele und Weltmeisterschaften).
- 1.–3. Platz: Anzahl der Podiumsplatzierungen
- Top 10: Anzahl der Platzierungen unter den ersten zehn (einschließlich Podium)
- Punkteränge: Anzahl der Platzierungen innerhalb der Punkteränge (einschließlich Podium und Top 10)
- Starts: Anzahl gelaufener Rennen in der jeweiligen Disziplin
- Staffel: inklusive Mixed- und Single-Mixed-Staffeln

| Platzierung                    | Einzel | Sprint | Verfolgung | Massenstart | Staffel | Gesamt |
| ------------------------------ | ------ | ------ | ---------- | ----------- | ------- | ------ |
| 1. Platz                       |        |        |            |             |         |        |
| 2. Platz                       |        |        |            |             |         |        |
| 3. Platz                       |        |        | 1          |             | 1       | 2      |
| Top 10                         | 6      | 8      | 7          | 8           | 44      | 73     |
| Punkteränge                    | 17     | 59     | 51         | 31          | 70      | 228    |
| Starts                         | 24     | 87     | 66         | 31          | 71      | 279    |
| Stand: nach der Saison 2022/23 |        |        |            |             |         |        |

### Olympische Winterspiele
Ergebnisse bei Olympischen Winterspielen:
|                                             | Einzelwettbewerbe | Einzelwettbewerbe | Einzelwettbewerbe | Einzelwettbewerbe | Staffelwettbewerbe | Staffelwettbewerbe |
| Sprint                                      | Verfolgung        | Einzel            | Massenstart       | Herrenstaffel     | Mixedstaffel       |                    |
| ------------------------------------------- | ----------------- | ----------------- | ----------------- | ----------------- | ------------------ | ------------------ |
| Olympische Winterspiele 2014 \| Sotschi     | –                 | –                 | 60.               | –                 | 11.                | –                  |
| Olympische Winterspiele 2018 \| Pyeongchang | 2.                | 30.               | 7.                | 26.               | 7.                 | 8.                 |
| Olympische Winterspiele 2022 \| Peking      | 16.               | 34.               | 59.               | 21.               | 19.                | 12.                |